# مسجد گل
مسجد گل (ترکی استانبولی: Gül Camii) نام یک مکان تاریخی در همسایگی خیابان آیاکاپی و در منطقهٔ فاتح در استانبول است.
این مسجد درگذشته کلیسای ارتدکس بود که توسط امپراتوری عثمانی به مسجد تبدیل شد.